# Arroyo Quebracho (Uruguay)
EL arroyo Quebracho es un curso fluvial uruguayo que atraviesa el departamento de Cerro Largo.
Nace en la Sierra de la Quebrada y desemboca en el arroyo Tupambaé tras recorrer alrededor de 38 km.
- Datos: Q5705862